# IceCube

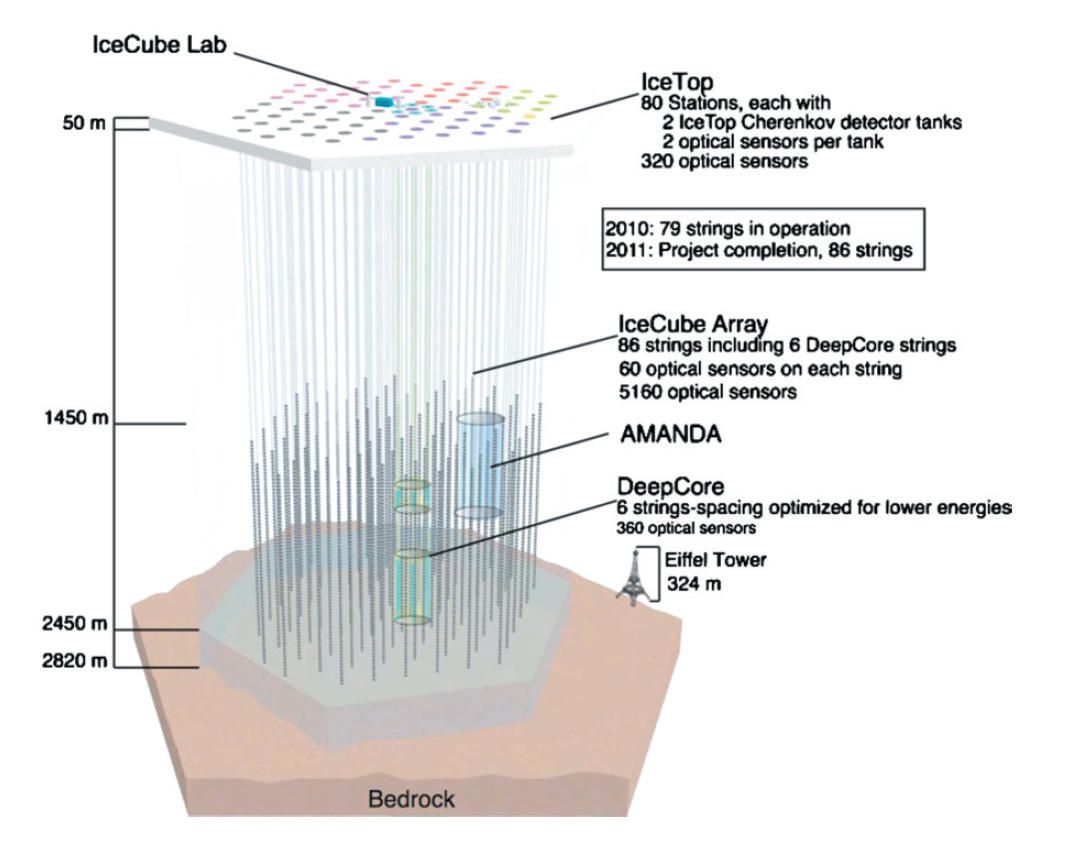
Схема обсерваторії

IceCube (укр. «Крижаний куб» або «Крижаний кубик», вимовляється «АйсК'юб») — нейтринна обсерваторія, побудована на антарктичній станції Амундсен-Скотт. Як і свій попередник, мюон-нейтринний детектор AMANDA, IceCube розташований глибоко під антарктичним льодом. На глибині від 1450 до 2450 метри поміщені міцні «нитки» з прикріпленими оптичними детекторами (фотопомножувачами). Кожна «нитка» має 60 фотопомножувачів. Оптична система реєструє черенковське випромінювання мюонів високої енергії, що рухаються в напрямку вгору (тобто з-під землі). Ці мюони можуть народжуватися лише при взаємодії з мюонними нейтрино, що пройшли крізь Землю, з електронами і нуклонами льоду (і шару ґрунту під льодом, товщиною близько 1 км). Потік мюонів, що рухаються зверху вниз, значно вищий, проте вони здебільшого народжуються у верхніх шарах атмосфери внаслідок космічних променів. Тисячі кілометрів земної речовини діють як фільтр, відсікаючи всі частинки, які відчувають сильну або електромагнітну взаємодію (мюони, нуклони, гамма-кванти тощо). З усіх відомих частинок тільки нейтрино можуть пройти Землю наскрізь. Таким чином, хоча IceCube розташований на Південному полюсі, він детектує нейтрино, що приходять з північної півсфери неба.
Назва детектора пов'язана з тим, що загальний об'єм черенковського радіатора (льоду), що використовується в ньому, у проєктній конфігурації досягає 1 км³. Заплановане покращення обсерваторії, IceCube gen2 дозволить значно підвищити чутливість та кутову роздільну здатність спостережень, попередній технічний дизайн покращення буде закінчено в 2025 році.

## Статус споруди

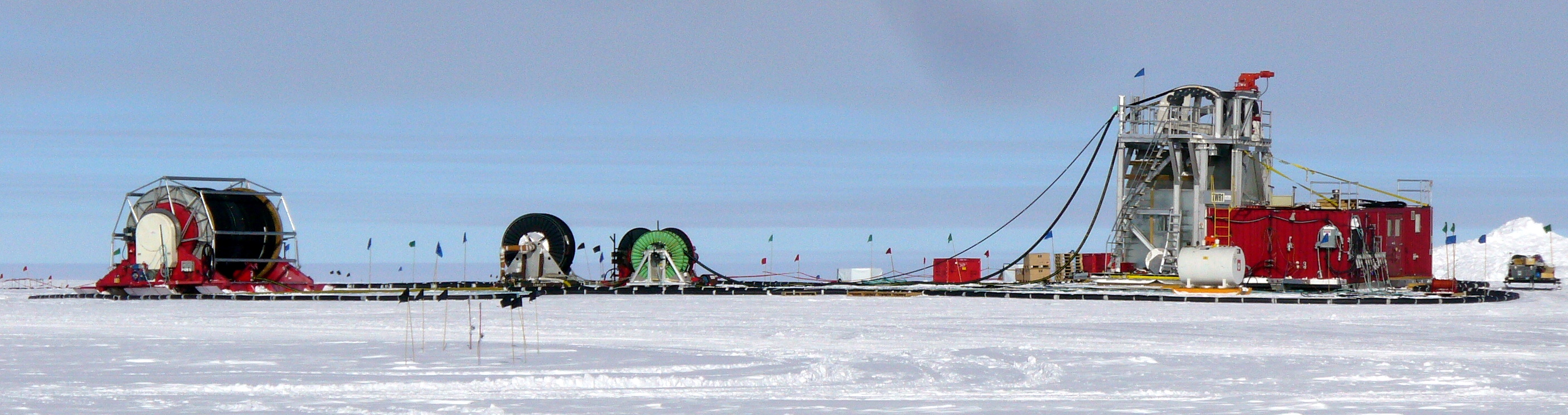
Будівництво обсерваторії

Будівництво нейтринного телескопа було розпочато 2005 року — тоді під лід була занурена перша «нитка» з оптичними детекторами. У наступному році кількість ниток досягла 9 штук, що зробило IceCube найбільшим нейтринним телескопом у світі. Протягом наступних двох літніх сезонів були встановлені 13 і потім 18 ниток з детекторами. Будівництво обсерваторії завершено в 2010 році, коли останні з 5160 передбачених проєктом оптичних модулів зайняли своє місце в товщі антарктичного льоду. Проте збір даних почався ще раніше. Перша нейтринна подія було зареєстрована 29 січня 2006 року.

### Детектування нейтрино

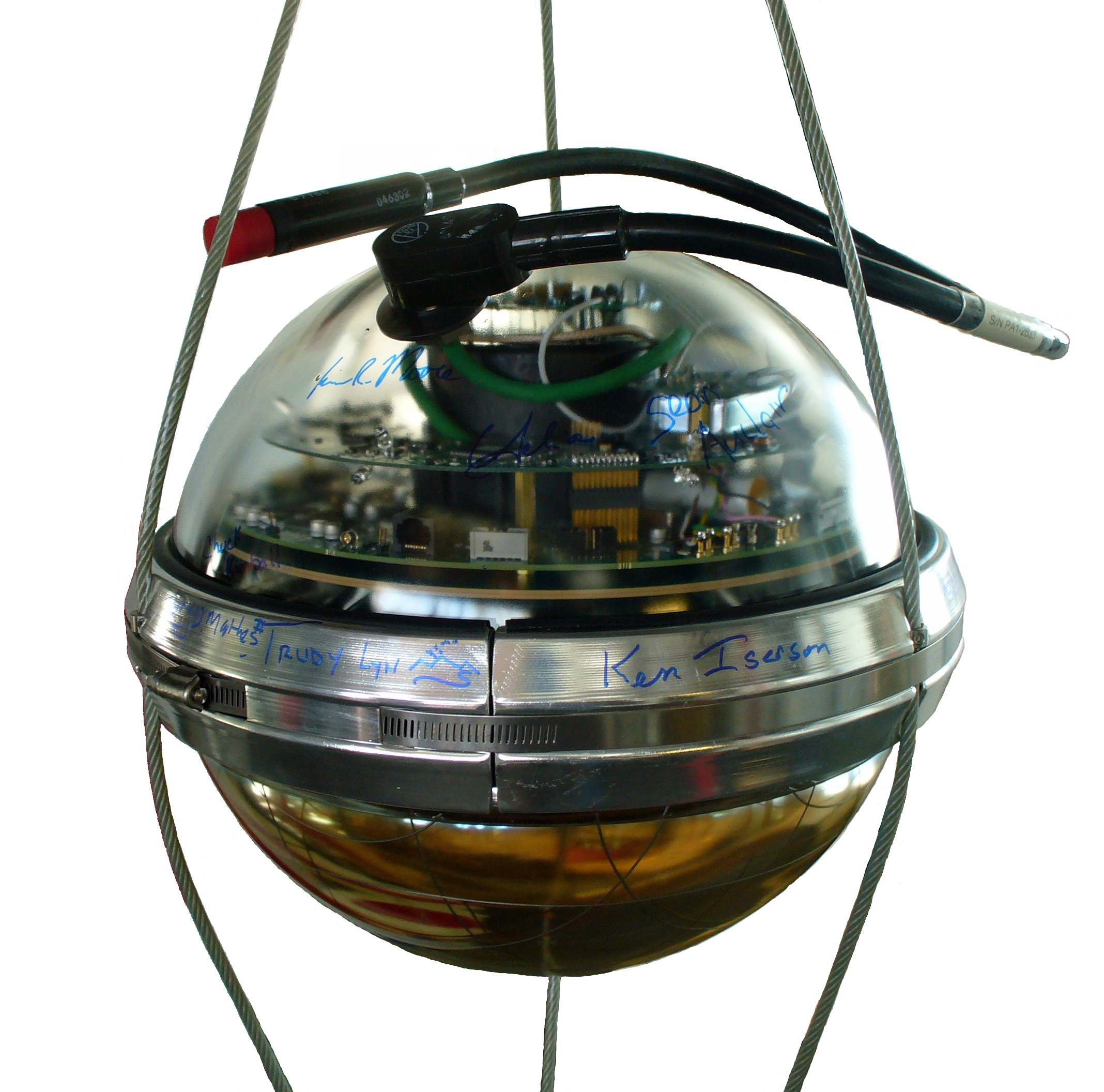
Цифровий оптичний помножувач детектора нейтрино

Хоча проєктний темп реєстрації нейтрино детектором невеликий, кутова роздільна здатність досить добра. Протягом кількох років очікується побудова карти потоку високоенергетичних нейтрино з північної небесної півсфери.